# Präsidentschaftswahl in der Republik Zypern 2013
Die Präsidentschaftswahl in der Republik Zypern 2013 fand am 17. Februar (erster Wahlgang) und am 24. Februar (Stichwahl) statt.

## Ergebnis
| Kandidaten                                             | Parteien                           | 1. Wahlgang | 1. Wahlgang | 2. Wahlgang | 2. Wahlgang |
| Kandidaten                                             | Parteien                           | Stimmen     | %           | Stimmen     | %           |
| ------------------------------------------------------ | ---------------------------------- | ----------- | ----------- | ----------- | ----------- |
| Nikos Anastasiadis                                     | Dimokratikos Synagermos            | 200.591     | 45,5        | 236.965     | 57,5        |
| Stavros Malas                                          | Anorthotiko Komma Ergazomenou Laou | 118.755     | 26,9        | 175.267     | 42,5        |
| Giorgos Lillikas                                       | Kinima Sosialdimokraton            | 109.996     | 24,9        |             |             |
| Giorgos Charalambous                                   | Ethniko Laiko Metopo               | 3.899       | 0,9         |             |             |
| Praxoula Antoniadou                                    | Enomeni Dimokrates                 | 2.678       | 0,6         |             |             |
| Makaria-Andri Stylianou                                | Parteilos                          | 1.898       | 0,4         |             |             |
| Lakis Ioannou                                          | Laiko sosialistiko kinima          | 1.278       | 0,3         |             |             |
| Solon Gregoriou                                        | Parteilos                          | 792         | 0,2         |             |             |
| Kostas Kyriacou                                        | Parteilos                          | 722         | 0,2         |             |             |
| Andreas Efstratiou                                     | Parteilos                          | 434         | 0,1         |             |             |
| Loukas Stavrou                                         | Parteilos                          | 213         | 0,0         |             |             |
| Gesamt                                                 | Gesamt                             | 441.256     | 100         | 412.232     | 100         |
|                                                        |                                    |             |             |             |             |
| Ungültige Stimmen                                      | Ungültige Stimmen                  | 12.278      | 2,7         | 32.777      | 7,4         |
| Wähler                                                 | Wähler                             | 453.534     | 83,1        | 445.009     | 81,6        |
| Wahlberechtigte                                        | Wahlberechtigte                    | 545.491     |             | 545.493     |             |
|                                                        |                                    |             |             |             |             |
| Quelle: Presidential Elections 2013 – Official Results |                                    |             |             |             |             |